# Aizawa Tadahiro

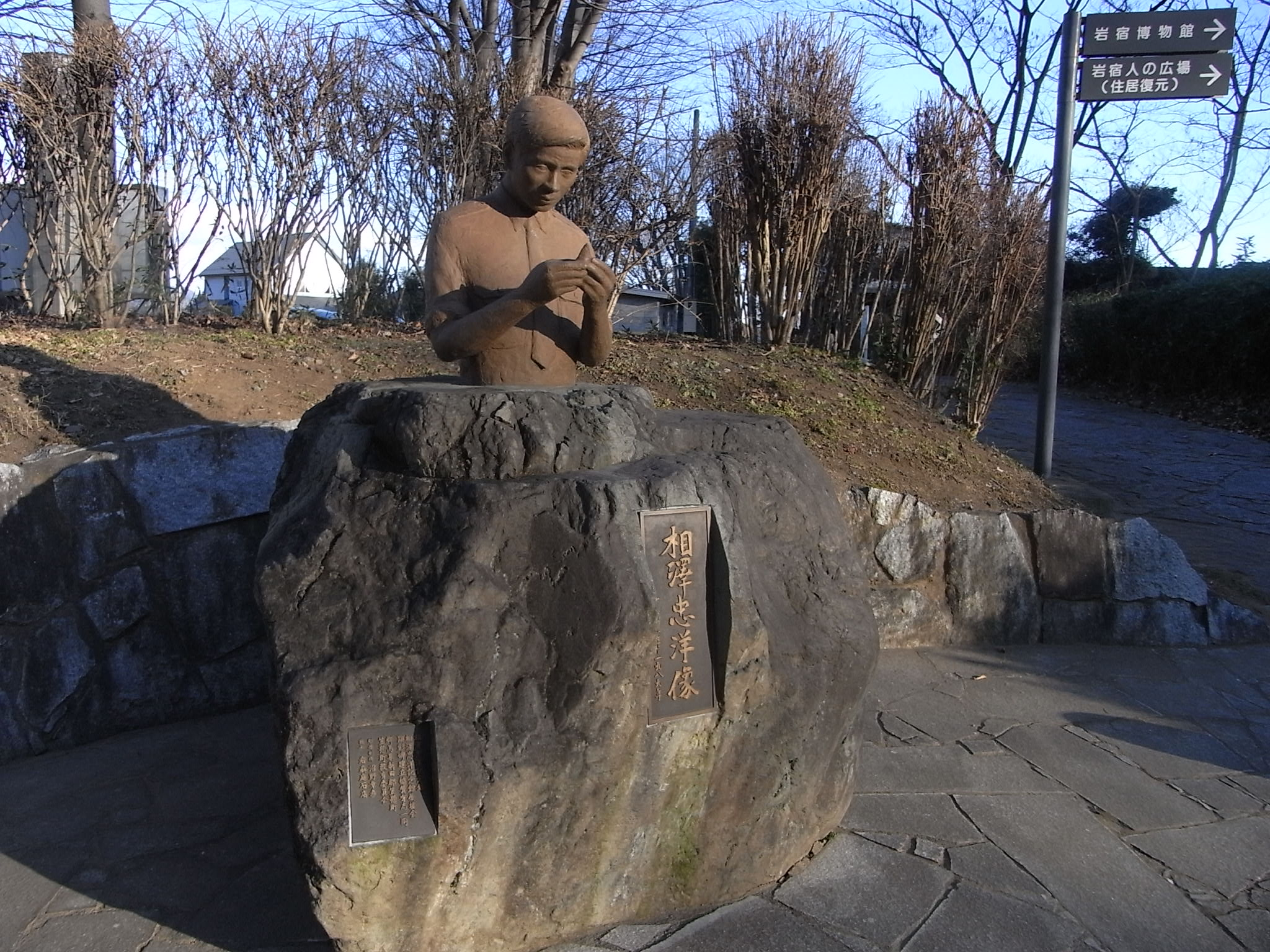
Aizawa Tadahiro

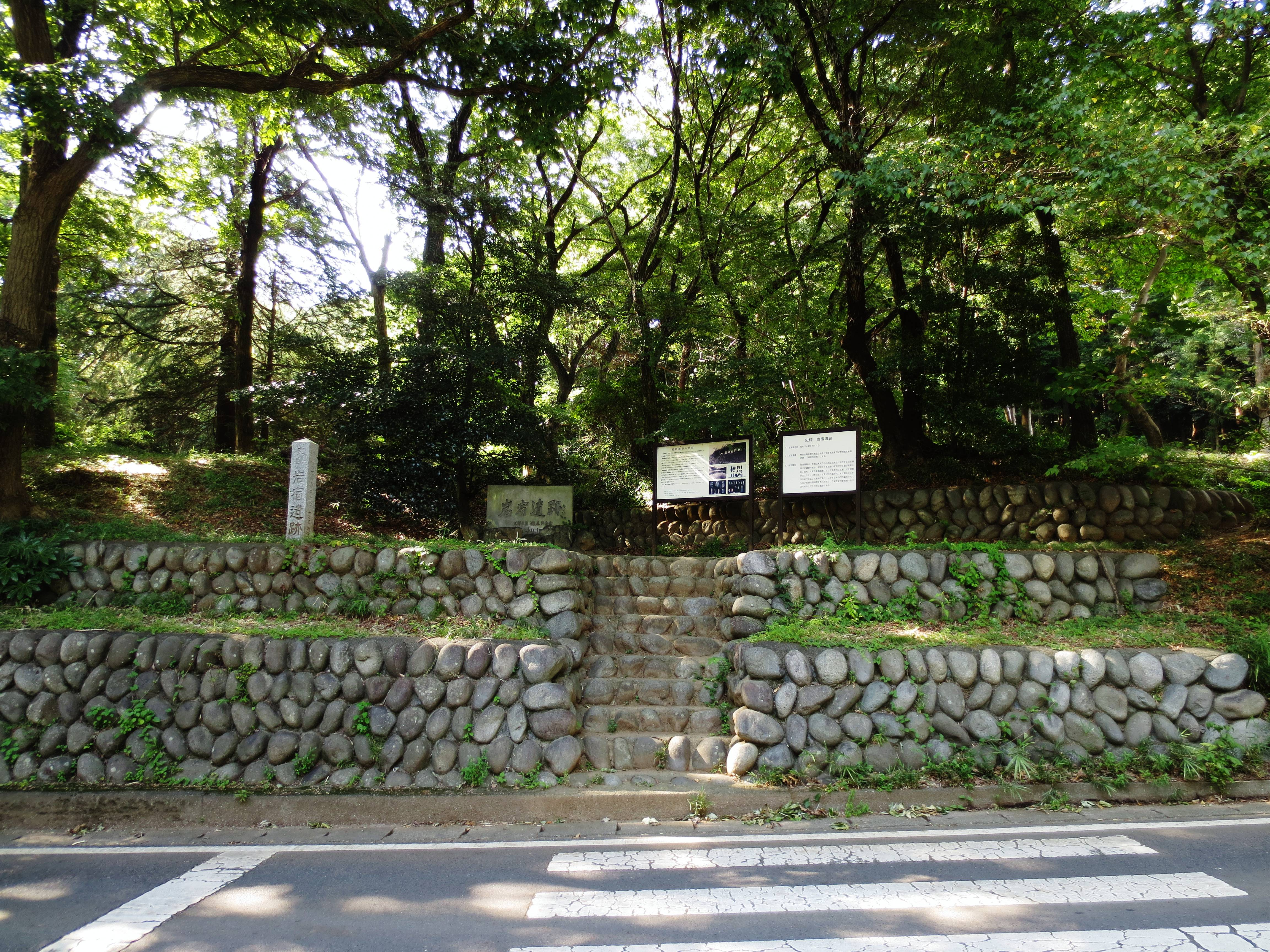
Iwajuku Ausgrabungsstätte

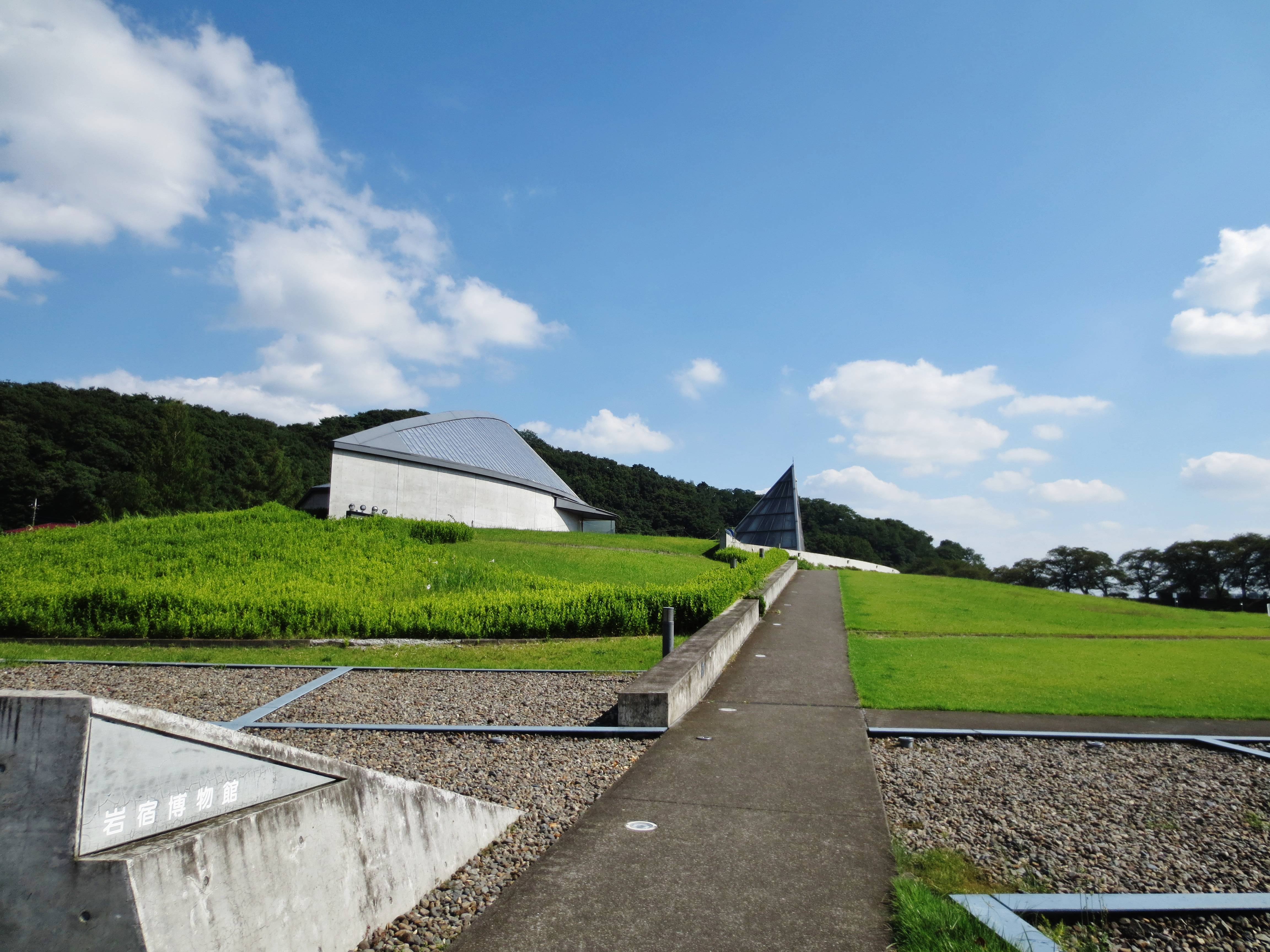
Iwajuku Museum

Aizawa Tadahiro (japanisch 相沢 忠洋; geboren 21. Juni 1926 in Tokio; gestorben 22. Mai 1989 in Kiryū (Präfektur Gumma)) war ein japanischer Geschäftsmann und Amateur-Archäologe.

## Leben und Wirken
Aizawa Tadahiro wuchs in schwierigen Verhältnissen auf, unter Eltern, die sich dann scheiden ließen. Er interessierte sich früh für Archäologie und machte seinen Schulabschluss an der Abendschule der Shōtoku-Grundschule (正徳小学校夜間部, Shōtoku shōgakkō yakan-bu). Nach dem Zweiten Weltkrieg zog er nach Kiryū am Rande der Kantō-Ebene, wo er geschäftlich tätig wurde. Daneben sammelte er in der Umgebung alte Steinwerkzeuge.
Von 1948 bis 1949 fand und sammelte Aizawa Stücke im aufgeschnittenen roten Lehm von Iwajuku in Kasagake (笠懸村) Da er diese Stücke in den tiefen geologischen Formationen fand, wandte er sich an die Meiji-Universität, deren Archäologisches Institut ab 1949 weitergehende Ausgrabungen durchführte und die Funde untersuchte. Dabei wurde festgestellt, dass die Fundstücke der Iwajuku-Stätte aus der Altsteinzeit stammen. So wurde Aizawa der erste Entdecker paläolithischer Stätten in Japan.
Zunächst wurde Aizawas Beitrag jedoch von der Wissenschaft und der Presse weitgehend ignoriert. Selbst im Grabungsbericht der Meiji-Universität wurde Aizawa als bloßer Anreger der Untersuchung behandelt. Stattdessen wurde die Entdeckung der Altsteinzeit als Verdienst des Archäologen Sugihara Sōsuke (1913–1983) gewürdigt, der die Ausgrabungsuntersuchungen leitete.
Aizawas eigenständige Leistung wurde dann aber doch erkannt. Und so erhielt er – neben zwei weiteren Personen – 1967 den zum ersten Mal vergebenen „Yoshikawa-Eiji-Preis“ für die Entdeckung der Iwajuku-Stätte.
Aizawa erkrankte und starb 1987. Bestattet wurde er im Yakuōji-Tempel (薬王寺) in Kiryū. Zu seinen Büchern gehört seine Autobiografie „Iwajuku no hakken“ (岩宿の発見) – „Die Entdeckung Iwajukus“.